# ボアール
ボアール （Bohars、ブルトン語:Boc'harzh）は、フランス、ブルターニュ地域圏、フィニステール県のコミューン。

## 歴史
16世紀、ボアールはブレストおよびサン＝ルナンのセネシャル管区の一部であった。
1872年4月、フィニステール県の報告によれば、ボアールに女学校が開校した。
1955年5月25日のデクレにより、ミリザックに属していたいくつかの村落がボアールに併合された。

## 人口統計
| 1962年 | 1968年 | 1975年 | 1982年 | 1990年 | 1999年 | 2006年 | 2011年 |
| ------ | ------ | ------ | ------ | ------ | ------ | ------ | ------ |
| 840    | 909    | 1361   | 2887   | 3043   | 3170   | 3288   | 3437   |

参照元:1999年までEHESS、2004年以降INSEE

## 姉妹都市
- ターポリー、イギリス